# جيمس دونكان ماكغريغور
جيمس دونكان ماكغريغور هو فلاح كندي، ولد في 29 أغسطس 1860 في أمهيرستبارج في كندا، وتوفي في 15 مارس 1935 في وينيبيغ في كندا.